# امستیتن (ورتمبرگ)
امستیتن (ورتمبرگ) (به آلمانی: Amstetten (Württemberg)) یک شهرداری در آلمان است که در الب-دانو-کریس واقع شده‌است.

## خصوصیات
امستیتن ۴۹٫۸۰ کیلومترمربع مساحت دارد ۶۲۸ متر بالاتر از سطح دریا واقع شده‌است.

## خواهرخوانده
شهر Celles-sur-Belle خواهرخواندهٔ امستیتن (ورتمبرگ) هست.